# بازدارنده غیررقابتی
بازدارنده غیررقابتی (انگلیسی: Uncompetitive inhibition) (که لایدلر و بانتینگ ترجیح دادند آن را بازدارندگی ضد رقابتی بنامند، اما این اصطلاح به‌طور گسترده پذیرفته نشده است) نوعی بازدارندگی است که در آن مقادیر ظاهری پارامترهای مایکل-منتن، {\displaystyle V} و {\displaystyle K_{\mathrm {m} }}، به نسبت یکسان کاهش می‌یابند.
این نوع بازدارندگی با دو مشاهده قابل شناسایی است: اول، نمی‌توان آن را با افزایش غلظت سوبسترا {\displaystyle a} معکوس کرد؛ و دوم، نمودارهای خطی تأثیراتی روی {\displaystyle V} و {\displaystyle K_{\mathrm {m} }} نشان می‌دهند، به‌طوری که، برای مثال، در نمودار لاینویور-بورک به‌صورت خطوط موازی به‌جای خطوط متقاطع ظاهر می‌شوند. گاهی این نوع بازدارندگی با فرض اینکه بازدارنده می‌تواند به کمپلکس آنزیم-سوبسترا متصل شود اما به آنزیم آزاد متصل نشود، توضیح داده می‌شود. این نوع مکانیسم نسبتاً نادر است، و در عمل بازدارندگی غیررقابتی عمدتاً به‌عنوان یک حالت حدی از بازدارندگی در واکنش‌های دوسوبسترایی که غلظت یک سوبسترا تغییر می‌کند و دیگری در سطح اشباع نگه داشته می‌شود، مشاهده می‌شود.

## تعریف ریاضی

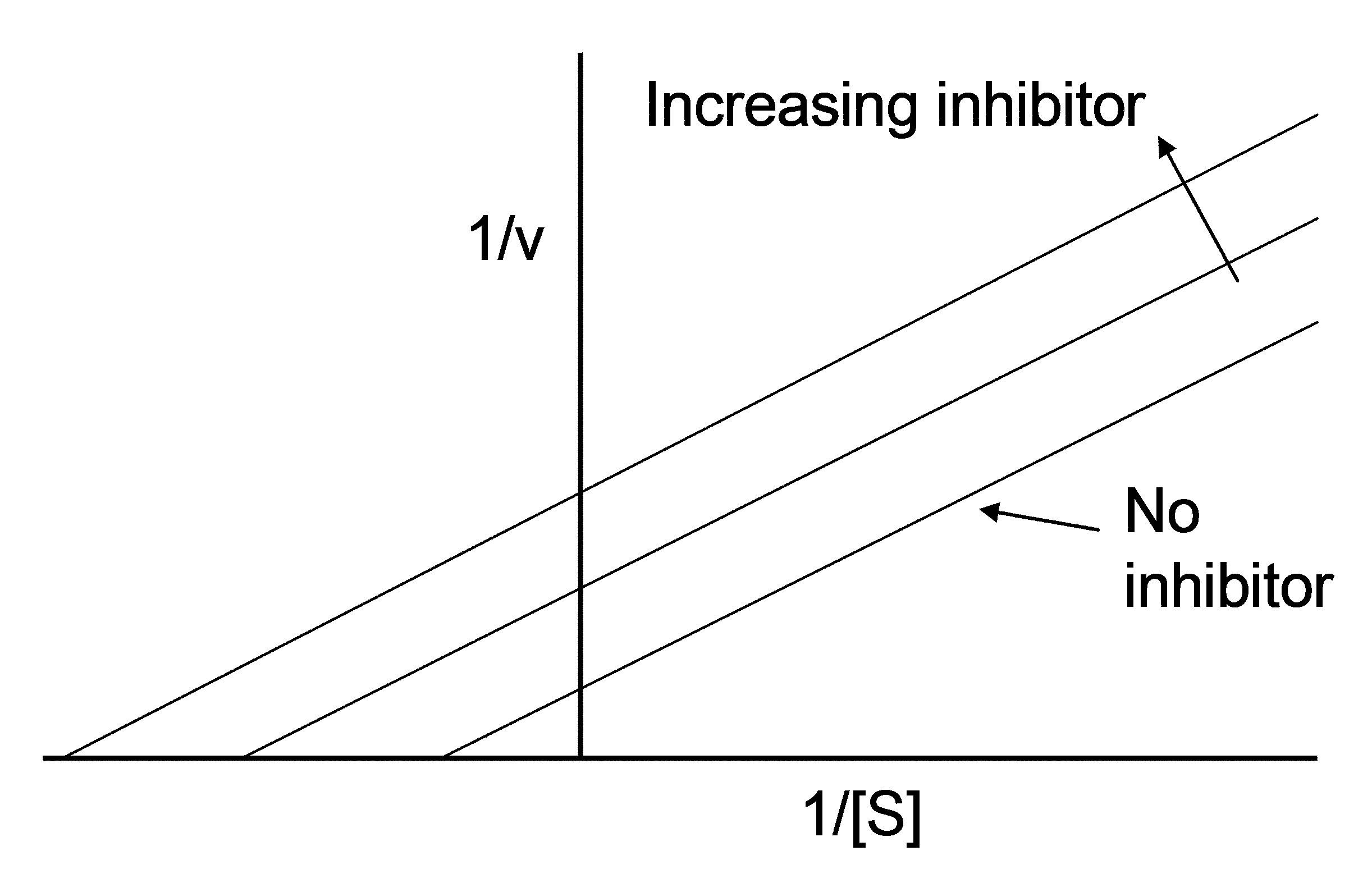
نمودار لاینویور-بورک بازدارندگی غیررقابتی آنزیم.

در بازدارندگی غیررقابتی، در غلظت بازدارنده {\displaystyle i}، معادله مایکل-منتن به شکل زیر در می‌آید:
{\displaystyle v={\frac {Va}{K_{\mathrm {m} }+a(1+i/K_{\mathrm {iu} })}}}
که در آن:
- {\displaystyle v} نرخ واکنش در غلظت‌های {\displaystyle a} سوبسترا و {\displaystyle i} بازدارنده است، {\displaystyle V} نرخ محدودکننده، {\displaystyle K_{\mathrm {m} }} ثابت مایکل، و
- {\displaystyle K_{\mathrm {iu} }} ثابت بازدارندگی غیررقابتی است.
این معادله دقیقاً شکل معادله مایکل-منتن را دارد، همان‌طور که می‌توان آن را با استفاده از ثابت‌های سینتیکی «ظاهری» به صورت زیر نوشت:
{\displaystyle v={\frac {V^{\mathrm {app} }a}{K_{\mathrm {m} }^{\mathrm {app} }+a}}}
که در آن:
- {\displaystyle V^{\mathrm {app} }={\frac {V}{1+i/K_{\mathrm {iu} }}}}
- {\displaystyle K_{\mathrm {m} }^{\mathrm {app} }={\frac {K_{\mathrm {m} }}{1+i/K_{\mathrm {iu} }}}}
توجه به این نکته مهم است که {\displaystyle V^{\mathrm {app} }} و {\displaystyle K_{\mathrm {m} }^{\mathrm {app} }} در نتیجه بازدارندگی به نسبت یکسان کاهش می‌یابند.
این موضوع در مشاهده نمودار لاینویور-بورک بازدارندگی غیررقابتی آنزیم آشکار است: نسبت بین {\displaystyle V} و {\displaystyle K_{\mathrm {m} }} با وجود یا بدون وجود بازدارنده یکسان باقی می‌ماند.
این را می‌توان در هر یک از روش‌های رایج رسم داده‌های مایکل-منتن مشاهده کرد، مانند نمودار لاینویور-بورک، که برای بازدارندگی غیررقابتی خطی موازی با نمودار اولیه آنزیم-سوبسترا اما با عرض از مبدأ بالاتر ایجاد می‌کند:
{\displaystyle {\frac {1}{v}}={\frac {K_{\mathrm {m} }}{Va}}+{\frac {1+i/K_{\mathrm {iu} }}{V}}}